# Christian Holtermann Knudsen

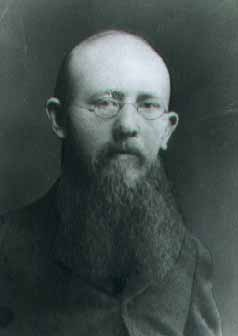
Christian Holtermann Knudsen

Christian Holtermann Knudsen, född 15 juli 1845 i Bergen, död 21 april 1929 i Oslo, var en norsk politiker (Arbeiderpartiet).
Knudsen blev typograf i Bergen, men lämnade 1865 sin födelsestad och bosatte sig efter en tid i Kristiania, där han i maj 1884 från eget tryckeri började at utge den delvis av honom själv redigerade socialistiska tidningen "Vort Arbejde", vilken den 1 januari 1886 antog namnet Social-Demokraten. Sistnämnda år avgick han som redaktör.
År 1899 invaldes Knudsen i Kristiania kommunalstyrelse, vars representantskap han tillhörde från 1902. Åren 1906–09 var han ledamot av Stortinget som representant för Grünerløkkas valkrets i Kristiania, varifrån han 1909 omvaldes för perioderna 1910–12 och 1913–15. 
Knudsen var Arbeiderpartiets ordförande 1889–90, 1900–03 och 1910–18, då den mer radikala, av Knudsen bekämpade riktningen inom partiet kom till makten. Vid bildandet av Norges Socialdemokratiske Arbeiderparti (1921) anslöt sig han sig dock inte till detta, utan tog tvärtemot bestämt avstånd från varje försök att splittra den norska arbetarrörelsen.
Knudsen var norska statens frimärkstryckare sedan 1895, ett uppdrag, han för övrigt redan tidigare hade skött som faktor for "Almuevennen" 1880–84. Han var ledamot av 1916 års rådgivande provianteringskommission, av Norges Banks representantskap 1915–20 och var från 1897 suppleant i Stortingets Nobelkommitté.